# میوشی یوشیفوسا
میوشی یوشیفوسا (به ژاپنی: 三好 吉房 みよし よしふさ) (۱۶۱۲ – ۱۵۳۴ میلادی) یک سامورایی در دوره آزوچی-مومویاما و دوره ادو و شوهر خواهر تویوتومی هیده‌یوشی و آساهی هیمه بود. همسر او نیشونی نام داشت. او پدر تویوتومی هیده‌تسوگو، تویوتومی هیده‌کاتسو و تویوتومی هیده‌یاسو بود. 